# Windsor Terrace
Windsor Terrace – dzielnica Brooklynu w Nowym Jorku.
Od wschodu graniczy z Prospect Park, a od zachodu z Green-Wood Cemetery.
Od 1933 r. znajduje się tam metro. Przez środek dzielnicy przebiega Prospect Expressway (Autostrada Prospect), dzieląc ją na dwie części.
Jest głównie dzielnicą mieszkaniową, żyje tam wielu Amerykanów pochodzenia irlandzkiego oraz włoskiego. Z biegiem czasu wzrasta różnorodność etniczna, rośnie liczba Latynosów.
Na Windsor Terrace kręcono wiele filmów, np:
- Pieskie popołudnie (1975)
- Angie (1994)
- Dym (1995)
- Brooklyn Boogie (1995)
- Lepiej być nie może (1997)
- Pi (1998)
- Pollock (2000)